# Fritz Oeser

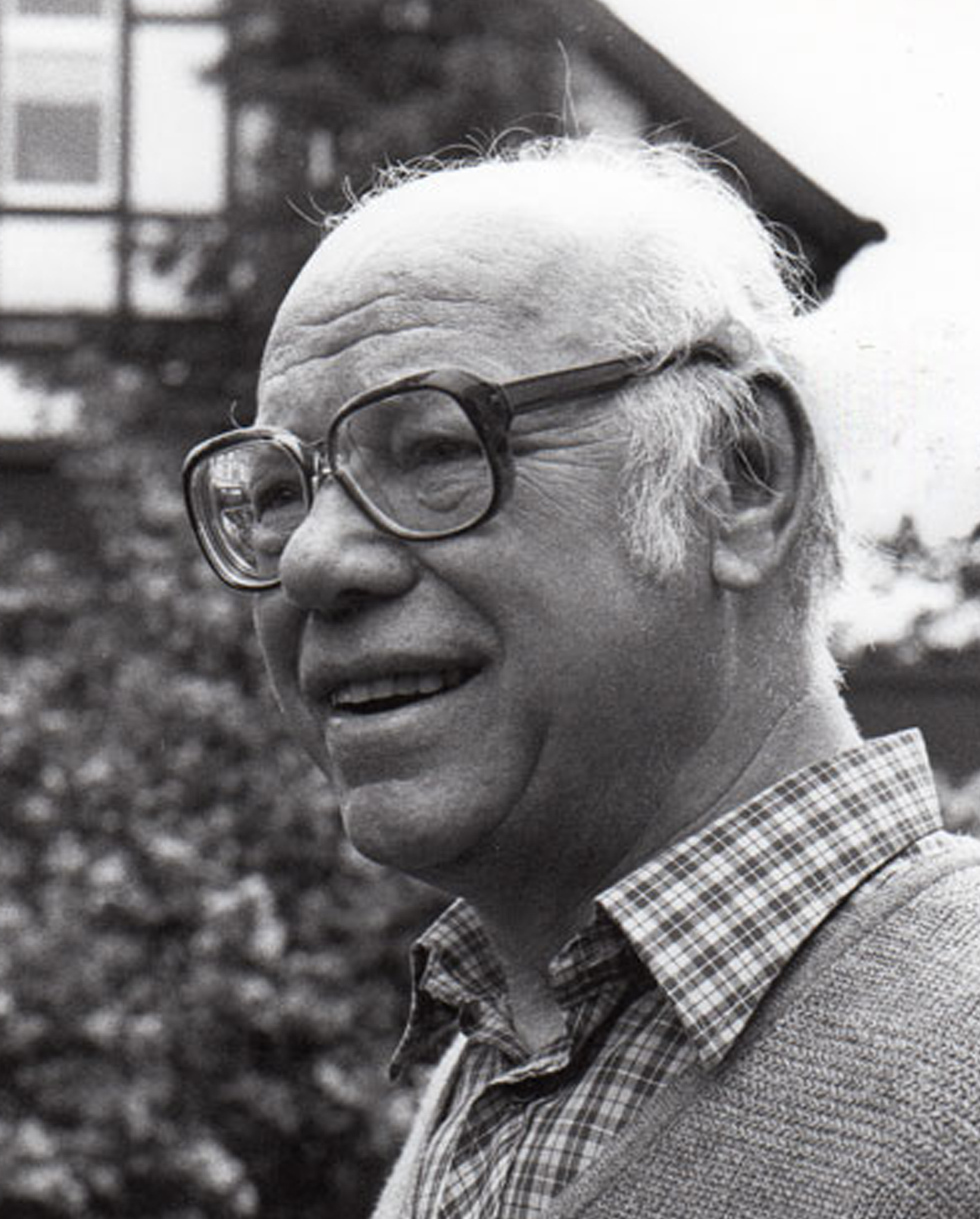
Fritz Oeser (1978)

Fritz Wilhelm Paul Oeser (* 18. Mai 1911 in Gera/Untermhaus; † 23. Februar 1982 in Kassel) war ein deutscher Musikwissenschaftler. Bekannt wurde er vor allem durch musikkritische Neuausgaben der Opern Carmen von Georges Bizet (Alkor-Edition, Kassel 1964) und Hoffmanns Erzählungen von Jacques Offenbach 1976, zu denen er jeweils ausführliche kritische Berichte ("Vorlagenberichte") erstellte. 

## Leben
Oeser studierte ab 1930 Musikwissenschaft sowie Schulmusik in Leipzig. 1939 wurde er mit der Dissertation Die Klangstruktur und ihre Aufgabe in Bruckners Symphonik zum Dr. phil. promoviert. 1939 heiratete er die Konzertsängerin Anna Maria Augenstein (1912–2010). Das Paar hatte eine Tochter und zwei Söhne, darunter der Übersetzer und Herausgeber Hans-Christian Oeser. Ab 1940 war Fritz Oeser Soldat im Zweiten Weltkrieg und wurde 1946 aus französischer Kriegsgefangenschaft entlassen. 1947 zog er mit seiner Familie und dem Bruckner-Verlag von Leipzig nach Wiesbaden. 1955 übersiedelte Oeser nach Kassel; der Bruckner-Verlag wurde in Alkor-Edition umbenannt und nahm seinen Sitz im Bärenreiter-Verlagshaus.
Oeser edierte verschiedene Kompositionen von Anton Bruckner, zum Beispiel die 1950 herausgegebene zweite Fassung der 3. Symphonie in d-Moll.
Oeser widmete sich, zeitweise auch unter dem Pseudonym „Paul Friedrich“ – vornehmlich in der Funktion des Übersetzers, aber auch in der des Bearbeiters – Bühnenwerken von Ján Cikker, Christoph Willibald Gluck, Carl Millöcker, Nikolai Rimski-Korsakow, Peter Iljitsch Tschaikowski oder von Gioachino Rossini, wobei er sich in vielen Fällen, wie schon bei Carmen, der Mitarbeit bedeutender Regisseure seiner Generation, wie etwa Walter Felsenstein und Günther Rennert, vergewisserte.